# Carli Tomaschett
Carli Tomaschett (* 10. Februar 1958) ist ein Schweizer Romanist und Lexikograf.

## Leben
Carli Tomaschett ist der Sohn von Lorenz Tomaschett (1918–2015) und Tresa geb. Spescha (1923–2013) und stammt aus Trun in der Surselva. Er besuchte in Disentis die Mittelschule und studierte an der Universität Freiburg die Rätoromanische Sprache sowie Philologie und Literatur. Er promovierte mit einer Arbeit über die Namenkunde von Trun.
Ab 1985 arbeitete Carli Tomaschett für das Dicziunari Rumantsch Grischun (DRG) in Chur, ab 1991 als Redaktor und von 2004 in der Nachfolge von Felix Giger bis zu seiner Pensionierung 2022 als Chefredaktor. In dieser Zeit kam die Bearbeitung der Bände 13 (2014) und 14 (2020) des Dicziunari zum Abschluss. Tomaschetts Nachfolger in der Chefredaktion wurde Ursin Lutz.
2010 begann die Digitalisierung des Unternehmens Dicziunari Rumantsch Grischun; im Jahr 2018 präsentierte Carli Tomaschett mit seiner Redaktion die elektronische Version des Wörterbuchs. Schon 2013 wurde unter Carli Tomaschett die kulturgeschichtliche Fotodokumentation des DRG auf dessen Website online zugänglich gemacht.

## Publikationen
- Die Orts- und Flurnamen der Gemeinde Trun. Mit einem siedlungsgeschichtlichen Überblick. Romanica Raetica, Band 7. Trun 1991.
- Nums locals. Tgi dat nums e tenor tgei criteris? In: Igl Ischi, 77, 1992, S. 184–191.
- Orts- und Flurnamen als Zeugen bäuerlicher Siedlungen. In: Jahrbuch der Historischen Gesellschaft von Graubünden, 125, 1995, S. 239–256.
- Landnahme, Bodennutzung und Bodenbesitz im Spiegel von Orts- und Flurnamen. In: Roger Sablonier: Bodeneigentum und Landschaftsentwicklung, Chur 1997.
- Ein Streifzug durch die Namenlandschaft der Surselva. In: Bündner Kalender, 159, 2000, S. 65–70.
- 100 onns Institut dal Dicziunari Rumantsch Grischun. In: Annalas da la Societad Retorumantscha, 117, 2004, S. 1–24.
- mit Felix Giger, Marga Secchi, Claudio Vinzenz und Kuno Widmer: Sun e senn. Ina tschientina d’insatgs per il tschientenari dal DRG. Romanica Raetica, 16, Chur 2004.
- Vorwort zu: Dicziunari Rumantsch Grischun. 13. Band, 2014, S. III–VI.
- Die Stellung der Etymologie im Dicziunari Rumantsch Grischun. In: Étymologie romane. Strasbourg. Éditions de linguistique et de philologie, 2014, S. 123–137.
- Das Institut dal Dicziunari Rumantsch Grischun – eine Schatzkammer der rätoromanischen Sprache und der alpinen Kultur. In: Bündner Kalender, 174, 2015, S. 94–101.
- Artikel für das Dicziunari Rumantsch Grischun (Auswahl):
  - Madüranza
  - Magia
  - Magistrat
  - Manchi
  - Marchà

## Weblink
- Website des Dicziunari Rumantsch Grischun